# Sean Waltman
Sean Michael Waltman, också känd som 1-2-3 Kid och X-Pac, född 13 juli 1972 i Minneapolis, Minnesota, amerikansk fribrottare. Han gjorde sin professionella debut i NWA 1988. X-Pac har under sin karriär varit WWF/WCW Tag Team Champion fem gånger, European Champion två gånger, Hardcore Champion en gång och United States Champion två gånger. X-Pac var med i stallet DX med Triple H, Billy Gunn, Chyna, mf.l.